# Панасія (Флорида)
Панасія (англ. Panacea) — переписна місцевість (CDP) в США, в окрузі Вакулла штату Флорида. Населення — 735 осіб (2020).

## Географія
Панасія розташована за координатами 30°1′29″ пн. ш. 84°23′36″ зх. д. / 30.02472° пн. ш. 84.39333° зх. д. (30.024763, -84.393412).  За даними Бюро перепису населення США в 2010 році переписна місцевість мала площу 4,61 км², з яких 4,32 км² — суходіл та 0,29 км² — водойми.

## Демографія
Згідно з переписом 2010 року, у переписній місцевості мешкало 816 осіб у 343 домогосподарствах у складі 212 родин. Густота населення становила 177 осіб/км².  Було 521 помешкання (113/км²).
Расовий склад населення:
| - 95,3 % — білих - 1,7 % — чорних або афроамериканців - 0,4 % — корінних американців |

До двох чи більше рас належало 2,2 %. Частка іспаномовних становила 1,2 % від усіх жителів.
За віковим діапазоном населення розподілялося таким чином: 21,0 % — особи молодші 18 років, 60,6 % — особи у віці 18—64 років, 18,4 % — особи у віці 65 років та старші. Медіана віку мешканця становила 44,4 року. На 100 осіб жіночої статі у переписній місцевості припадало 120,5 чоловіків;  на 100 жінок у віці від 18 років та старших — 116,4 чоловіків також старших 18 років.
За межею бідності перебувало 14,0 % осіб, у тому числі 14,8 % дітей у віці до 18 років та 0,0 % осіб у віці 65 років та старших.
Цивільне працевлаштоване населення становило 346 осіб. Основні галузі зайнятості: будівництво — 21,4 %, роздрібна торгівля — 18,2 %, мистецтво, розваги та відпочинок — 18,2 %.